# پلوکر ۲۹۶۴۳
سیارک ۲۹۶۴۳ (به انگلیسی: 29643 Plucker، نامگذاری:1998VR31) بیست و نه هزار و ششصد و چهل و سومین سیارک کشف شده‌است که در ۱۵ نوامبر ۱۹۹۸ کشف شد.